# پاروویروس
زیرخانواده پاروویروس‌ها (نام علمی: Parvovirinae)، دسته‌ای از دی‌ان‌ای ویروس‌های جانوری هستند که در خانوادهٔ پارووویریده طبقه‌بندی شده‌اند. آن‌ها دارای دی‌ان‌ای تک‌رشته‌ای و خطی به اندازه ۵۰۰۰ نوکلئوتید هستند. اندازه آن‌ها بین ۱۸ تا ۲۶ نانومتر است. آن‌ها به شکل بیست‌وجهی بوده و فاقد پوشش ویروس (انولوپ) هستند. بیشتر پاروویروس‌ها برای میزبان‌های خود اختصاصی هستند. این زیرخانواده، در مهره‌داران بیماری‌زا هستند. پارووویروس بی۱۹ (اریتروویروس)، مهم‌ترین پاروویروس از لحاظ پزشکی است. این ویروس موجب بیماری اریتم عفونی یا بیماری پنجم (Fifth disease) در کودکان و گاهی بزرگسالان می‌شود. بیماری همراه با تب، لرز و دردهای عضلانی و راش‌های پوست صورت و مشابه گونه سیلی خورده‌است. بیماری کشنده نیست. همچنین پاروویروس بی ۱۰ می‌تواند موجب بیماری بحران آپلاستیک در مبتلایان به کم‌خونی داسی‌شکل و تالاسمی شود. پیامد این رخداد، کاهش تولید گلبول‌های قرمز و در نتیجه کاهش هموگلوبین خون است.

## طبقه‌بندی
تا سال ۲۰۲۰، تعداد ۱۰ سرده از زیرخانوادهٔ پارووویروس‌ها به شرح زیر، شناسایی شده‌اند:
- Amdoparvovirus
- Artiparvovirus
- Aveparvovirus
- Bocaparvovirus
- Copiparvovirus
- Dependoparvovirus
- Erythroparvovirus
- Loriparvovirus
- Protoparvovirus
- Tetraparvovirus[۴]